# Calvari (Sucaina)
El calvari de Sucaina és un Bé de Rellevància Local situat en la població del seu nom, a la comarca de l'Alt Millars, a la província de Castelló.
La protecció com Bé de Rellevància Local prové de la Disposició Addicional Cinquena de la Llei 5/2007, de 9 de febrer de 2007, de la Generalitat Valenciana, de modificació de la Llei 4/1998, d'11 de juny, del Patrimoni Cultural Valencià (DOCV Núm. 5.449 / 13/02/2007).

## Descripció i emplaçament
Es tracta d'un conjunt d'ús originalment religiós situat als afores de la població, en la falda de la muntanya a la sortida cap a Cortes d'Arenós. Forma un espai rectangular, tancat per tosca tanca de pedra, plantat de xiprers i té una petita ermita en la part més alta.

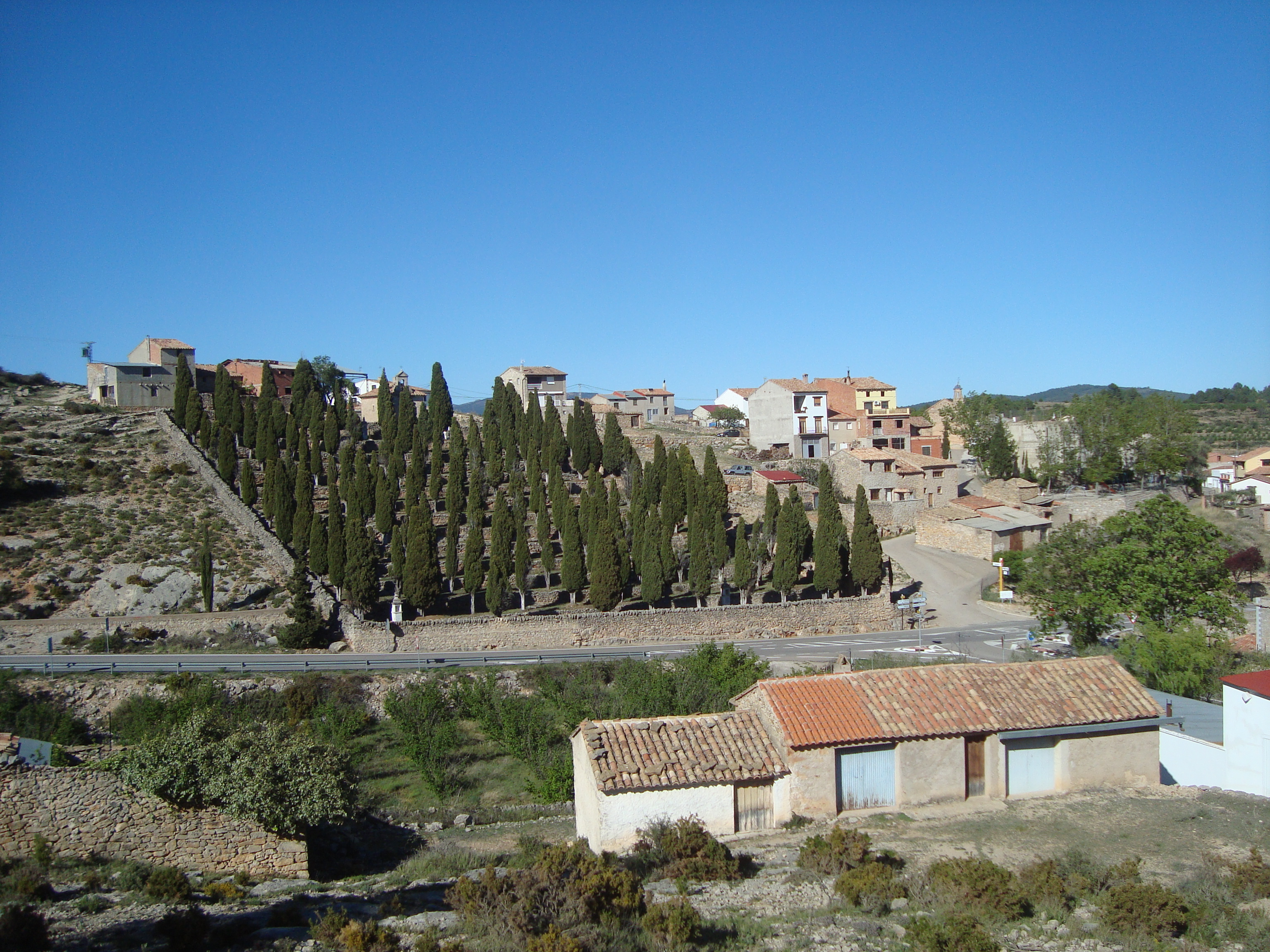
Recinte del Calvari, Sucaina

Ascendint pel pujol es disposen els casalicis del Viacrucis, de color blanc i amb les escenes de la Passió representades en rajoles ceràmiques.
L'ermita és una petita capella de planta rectangular que es troba en la part alta del mur, al costat d'una de les portes d'entrada al calvari. Les seves parets són de maçoneria i la coberta, de teules, té quatre vessants. La façana està orientada cap a l'interior del calvari, però gairebé tot el cos de l'edifici sobresurt cap a l'exterior. La porta, rectangular, és de fusta i té amplis espiells enreixats. Al costat de la porta hi ha un nínxol amb una representació de la Crucifixió en mosaic de taulells. La campana es troba en una espadanya situada sobre la cornisa.

## Història
El conjunt es va edificar als segles xviii i xix.
L'ermita estava presidida per una talla del Crist del segle xix, que va ser robada l'any 2009, junt amb altres objectes de culte i peces ceràmiques.